# Владимирский авиамеханический колледж
Высшая государственная инженерно-техническая школа (колледж) им. Д.К. Советкина — государственное бюджетное образовательное учреждение среднего профессионального образования города Владимира. Одно из старейших средних учебных заведений Владимирской области (основано в 1885 году как земское ремесленное училище). По собственным данным, за более чем сто лет это учебное заведение окончили более 25 тысяч человек.

## История
26 ноября 1885 года меценат Ю. С. Нечаев-Мальцов, наследник известного русского фабриканта и владельца гусевских стекольных заводов И. С. Мальцова, открыл Земское ремесленное училище во Владимире; училище было построено на средства, завещанные И. С. Мальцовым владимирскому губернскому земству, и носило его имя. Здание училища было построено в русском стиле по проекту А. П. Максимова, переработанного архитектором М. Н. Чичаговым и инженером Д. К. Советкиным, который осуществлял также руководство строительством и стал его первым директором (с 1885 по 1900).
В 1919 году училище было преобразовано во Владимирский механический техникум по общему машиностроению. В 1935 году мастерские техникума были реорганизованы в «Опытный завод прецизионного оборудования», с которого начал свою историю завод «Техника», выпускавший станки высокой точности.
В 1940 году учебное заведение было переведено в ведение Министерства авиационной промышленности и получило название Владимирский авиамеханический техникум. В 1983 году был введён в эксплуатацию второй учебный корпус (расположенный на улице Офицерской). В 1991 году техникум преобразован во Владимирский авиамеханический колледж. В 2023 году переименован в Высшую государственную инженерно-техническую школу (колледж) имени Д.К. Советкина. 
В настоящее время на здании колледжа установлено несколько мемориальных досок, в том числе, в честь знаменитых выпускников комиссара крейсера «Аврора» Александра Белышева и писателя Владимира Солоухина.

## Галерея

Мемориальная доска В. Солоухину
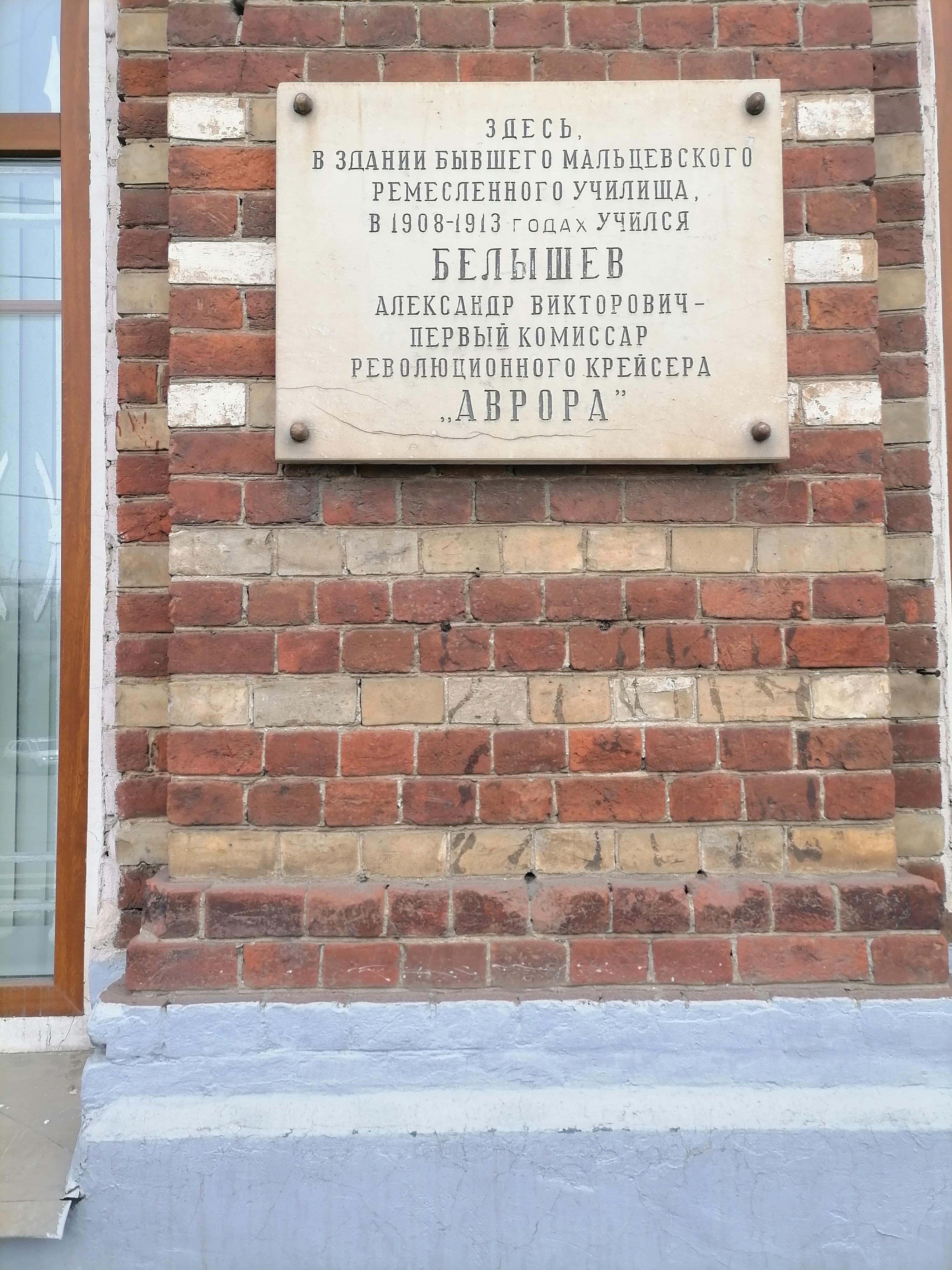
Мемориальная доска А. Белышеву
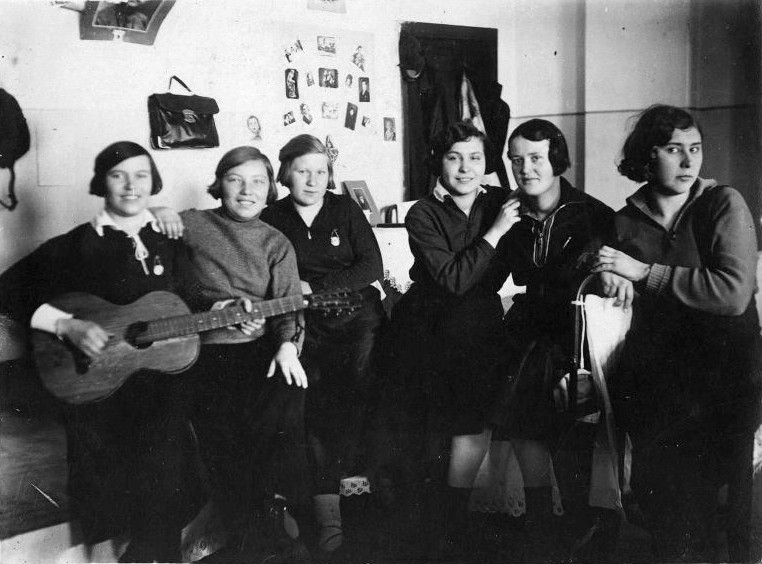
Группа студенток в общежитии (середина 1930-х гг.)
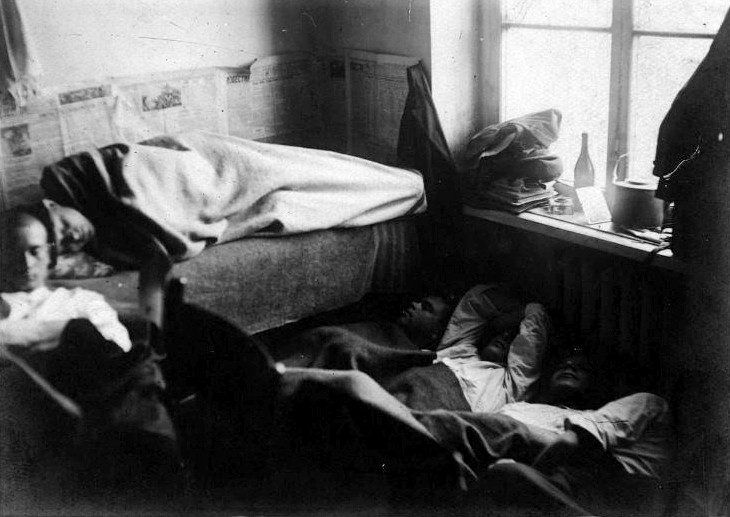
В комнате студентов в общежитии (середина 1930-х гг.)